# エイボンの書 クトゥルフ神話カルトブック
『エイボンの書』（エイボンのしょ、原題：英: The Book of Eibon）は、クトゥルフ神話の作品集である。架空の文献「エイボンの書」を再現したという体裁をとる。
クトゥルフ神話ファンであった作家リン・カーターは、フォロワー作品を多数執筆し、また作中に登場する架空の魔道書「ネクロノミコン」や「エイボンの書」を自ら創造することを試みた。だがカーターは1988年に死没し、友人のロバート・M・プライスに引き継がれた。プライスはまた、友人のローレンス・J・コーンフォードも独力で『エイボンの書』を完成させようと企画していたことを知り、両者は協力することにした。
かくして本書は実現し、アメリカのケイオシアムから2001年に刊行され、日本では2008年に新紀元社から刊行された。
翻訳は、第一の書が中山てい子、第二の書が坂本雅之と立花圭一、他が坂本雅之。

## 基礎知識
本記事では、「エイボンの書」と『エイボンの書』を区別して記載する。

### 「エイボンの書」
ハワード・フィリップス・ラヴクラフト（以下HPL）の「ネクロノミコン」に続く、クトゥルフ神話第二の文献。古代ハイパーボリアの魔道士エイボンが記したとされる。『白蛆の襲来』（本書1-9）は、「エイボンの書」の一部。

### 『エイボンの書』
本書のこと。「エイボンの書」を再現させた実書籍。複数の執筆者たちが「エイボンの書」の各部分を翻訳したものを一冊に集めた、という体裁をとっている。
主要執筆者について記す。
- クラーク・アシュトン・スミス - 1963年没。「エイボンの書」、ハイパーボリア、ツァトゥグァなどの創造者。本書への収録作品数は2（1-9『白蛆の襲来』、2-10『土星への扉』）。
- リン・カーター - 1988年没。本書への収録作品数は11（序2、1章4、2章2、3章1、補遺2）。
- ロバート・M・プライス - 編纂担当。米国の神学者・作家。カーターの遺著管理を務める。本書への収録作品数は8（序3、1章1、2章2、4章1、補遺1）。作品は全て本書用の書き下ろし[2]。
- ローレンス・J・コーンフォード - 米国のファンタジー作家。本書への収録作品数は6（1章3、2章3）。作品は全て本書用の書き下ろし[3]。

合作はカウント外とする。スミス&カーター作が3。

## 作品リスト
- 序（4）：黒檀の書 / 『エイボンの書』の歴史と年表 / ヴァラードのサイロンによるエイボンの生涯 / エイボンは語る
- 第一の書『古の魔術師たちの物語』（13）：二相の塔 / スリシック・ハイの災難 / モーロックの巻物 / 深淵への降下 / 羊皮紙の中の秘密 / 下から見た顔 / アボルミスのスフィンクス / 万物溶解液 / 白蛆の襲来 / 極地からの光 / 窖に通じる階段 / 星から来て饗宴に列するもの / 緑の崩壊
- 第二の書『ムー・トゥーランのエイボンの逸話』（10）：最も忌まわしきもの / ウトレッソル / 『夜の書』への注釈 / 地を穿つもの / ナスの谷にて / シャッガイ / ウスノールの亡霊 / 霊廟の落とし子 / 指輪の魔物 / 土星への扉
- 第三の書『暗黒の知識のパピルス』（1）
- 第四の書『沈黙の詩篇』（22）
- 第五の書『エイボンの儀式』（24）
- 補遺（4）：炎の侍祭 / 月の文書庫より / アトランティスの夢魔 / エイボン書簡

1・2章は時系列順。1-5までは人類以前の種族の歴史で、1-6以降はハイパーボリア人の物語、2章はエイボン主人公となる。

## 0-1：黒檀の書
『黒檀の書 『エイボンの書』序論』（原題：英: The Ebony Book: Introduction to The Book of Eibon）。ロバート・M・プライスによる編集序文。

## 0-2：『エイボンの書』の歴史と年表
『エイボンの書』の歴史と年表（原題：英: History and Chronology of the Book of Eibon）。作者はリン・カーター。1884年に『チャーネル・ハウス・チャップブック（死体安置所行商本）』として出版された。HPLの『ネクロノミコンの歴史』のオマージュ。
エイボンの弟子、ヴァラードのサイロンがまとめた。13世紀末、ヴィヨンヌのガスパール・ド・ノール（スミスの『イルゥルニュ城の巨像』の登場人物）が、ギリシャ語版からノルマンフランス語に翻訳し「Livre d'Eibon」という題名をつけた。

## 0-3：ヴァラードのサイロンによるエイボンの生涯
『ヴァラードのサイロンによるエイボンの生涯』（原題：英: The Life of Eibon）。作者はリン・カーター。1888年に『チャーネル・ハウス・チャップブック（死体安置所行商本）』として出版された。
スミスが創造した魔道士エイボンの人生を、カーターが補ったもの。エイボンの弟子サイロンを語り手とした、魔術師エイボンの聖人伝。文献「エイボンの書」の一部という体裁をとって執筆されている。プライスは、聖書の例を引き合いに出して、「エイボンの死後に、弟子サイロンが、自分こそ正当後継者であると主張した」との旨を解説している。

### 0-3あらすじ
白き巫女の予言から一世紀後、悪漢クニガティン・ザウムの事件により首都がコモリオムからウズルダオロムに移る（アタマウスの遺言）。同年、イックアの街にエイボンが生誕する。
イホウンデーの神官たちはエイボンの父を迫害して死に至らしめ、家と親を失った10歳のエイボンは、ムー・トゥーランに居住する魔術師ザイラックに引き取られて弟子となる。エイボンが23歳のとき、ザイラックが死に（最も忌まわしきもの）、エイボンは旅に出て、邪神ツァトゥグァに帰依する。旅を終えたエイボンは、亡き師の塔へと戻り、己の住まいとする。エイボンは魔術師として大成し、名声が高まる。エイボンは多くの弟子をとっていたが、65歳のときにサイロンを弟子にとる。サイロンは20年間修行した後に独立する。
王が代替わりしたことをきっかけに、イホウンデーの神官が大陸中に力を振るうようになる。中でも大神官モルギはエイボンを妬んで敵視しており、悪評を広めて評判を落とそうとする。エイボンが132歳のとき、サイロンの元を訪れ、書物を託す。ほどなくしてエイボンは失踪し、世間ではエイボンがモルギを道連れにして異世界に去ったと噂される（魔道士エイボン）。
サイロンは師から預かった書物を研究し、また魔術でエイボンの末路を知り記録に残す。「エイボンの書」は代々弟子へと受け継がれていき、エイボンの失踪から100年目には、大氷河が襲来し、ムー・トゥーランの地は氷の下に沈む。

### 0-3登場人物
人物
- ザイラック - 魔術師。ホルマゴールの弟子であり、エイボンの師。享年140歳。
- ミラーブ - イックァ公子に仕える文書管理官。エイボンの父。
- エイボン - 「エイボンの書」開祖。サイロンの師。
- ヴァラードのサイロン - 1-6章の語り手。ヴァラードの民であり、猫の女神イクセエラを信仰する。エイボンを尊敬するが、ツァトゥグァには否定的。己こそエイボンの一番弟子であると自負する。
- モルギ - イホウンデーの大神官。エイボンを異端審問にかける。最終的にはエイボンと共に消息を絶つ。
- ムナルディスのアラバック - 三祖。サイロンの弟子。1-6章を受け継ぐ。
- カルヌーラのハラード - 四祖。アラバックの弟子。7章を書き加える。

神格
- イホウンデー - ヘラジカの女神。
- ツァトゥグァ - ヴーアミタドレス山の地下、ンカイ[注 1]に棲む邪神。エイボンを気に入り、知識を伝授する。
- イクセエラ - 猫の女神。ヴァラードの民が信仰する。
- クァルク - 風変わりな魚のような小神。イックァの街で信仰されていたが、イホウンデーの教団により潰される。
- カスルアレ - 妖精。オッゴン＝ガイで信仰されていたが、イホウンデーの教団により潰される。
- チャルナディス - 時の魔物。サイロンに尋ねられ、死後の魂の処遇を回答する。

## 0-4：エイボンは語る
『エイボンは語る もしくはエイボンの箴言』（原題：英: Eibon Saith; or, The Apophthegmata of Eibon）。作者はロバート・M・プライス。エイボンの名言集20。

## 1-1：二相の塔
『二相の塔』（にそうのとう、原題：英: The Double Tower）。作者はリン・カーター。『ウィアード・テイルズ』1973年冬号に収録された。
『エイボンの書』内では、第一章の最初に置かれており、時系列でも最古の物語にあたる。ハイパーボリアの蛇人間を題材としている。

### 1-1あらすじ
人類以前のヘビ人間の時代。大魔術師ズロイグムは、無人の荒野にガラスの塔を建て、黒魔術の研究に没頭する。彼は古代人の霊から有用な知識を引き出していたが、それをやり尽くすと、次は地球外種族の魔術師の霊魂を召喚するようになる。次第に技術は熟達し、ついに生者の魂すら召喚できるようになる
あるとき、ズロイグムは外宇宙の星に住む「Crxyxll」という白カビ生物種を知る。ズロイグムは彼らの哲学を自分のものにしようと考えるが、白カビはまた並外れて頑固な性格を持っていたため、説得に難航する。業を煮やしたズロイグムは禁呪を使い、外宇宙から白カビの霊魂を召喚することに成功したが、話をさせることがどうしてもできない。黒魔術の知識を引き出したいのに、相手は沈黙するだけであり、脅しをかけても効果がなかった。
手詰まりのズロイグムが、息抜きに庭を散歩しようと思い、塔の外に出たところ、庭がなくなっていた。周囲の景色は、中生代の樹木林から菌類の林に変わっており、振り返ると己の住居である塔も浸食されて変質していることに気づく。ズロイグムは、禁呪の作用で空間が歪み、ハイパーボリアのズロイグムの塔と異星の塔が二重化しているという事態を理解する。さらに、ズロイグムの爬虫類の肉体もまた、白カビと入れ替わる。そこで空間が復元するも、ねじ曲がった風景はそのままであり、ズロイグムは白カビの肉体と異星に囚われたままになっていた。はるか彼方の地球のヘビ人間の肉体には、白カビ哲学者が入っているのだろう。
それでもズロイグムは慌てず、魔術でいくらでも状況を巻き返せると、呪文を叫ぶ。だが、白カビの肉体には、発声器官が備わっておらず、ここに至って深刻さをようやく理解し絶望する。ヘビ人間の大魔術師は、遠い世界で永久に白カビに閉じ込められて生きることになる。

### 1-1登場人物
- ズロイグム - ヘビ人間の黒魔術師。他者の霊魂を、死体や人形に宿らせ喋らせることで、知識を蓄えている。
- Crxyxll（発音不能の種族名） - シャッガイの隣、恒星クルルを周回する世界に住む、這い回る白いカビの種族。哲学的思考をもつ。

### 1-1関連作品
- チャールズ・ウォードの奇怪な事件 - HPL作品。黒魔術師ジョゼフ・カーウィンは、墓を暴いて死者を蘇生させ、拷問にかけて知識を自白させ、己の物とする外道であった。

## 1-2：スリシック・ハイの災難
『スリシック・ハイの災難』（原題：英: The Devouring of S'lithik Hhai）。作者はジョン・R・フルツ。執筆は1997年。フルツは編集者であり、2012年に正式に作家デビューしている。
フルツが「グリーンランドをスキーで探検旅行していたときに偶然見つけた銘板を、翻訳したもの」という体裁をとり、その銘板こそが「エイボンの書」のオリジナルであったという設定となっている。ヘビ人間の歴史と、彼らが衰退した理由について解説されており、エイボン自身が語り手となっている。またツァトゥグァの地球降臨を題材としている。
ツァトゥグァの描写は、創造者スミスと、借用したHPLとでは異なっている。スミス版はちっぽけなコウモリ＝ナマケモノ、サイクラノーシュから古代ハイパーボリアに降臨した（後に、ンカイからハイパーボリアに来て氷河期到来後はンカイに戻ったと訂正した）。HPL版はヒキガエル神で、暗黒のンカイから到来した。これらを踏まえて、フルツはヒキガエル神がサイクラノーシュから古代ハイパーボリアに降臨したということにした。

### 1-2あらすじ
はるかな古代、知性あるヘビ人間（ヒス）は、ハイパーボリアに、沼地の王国スリシック・ハイを築く。彼らの種族には、呑み込まれるときに最も悲痛な悲鳴を上げたエサを高く評価するという風習があり、哺乳類から進化してきた猿人を捕らえて、御馳走として丸呑みにしていた。
あるとき、賢者クシルは、エサ達が断末魔に特定の言語を発していることに気づく。「ゾトクァ！」という叫びを、どうやら低級種族が思考と言語を発展させているようだと判断したクシルは、王に報告して調査を申し出る。王は許可し、兵士と魔術師と魔物奴隷から成る軍をクシルに貸与する。
クシルは調査隊を率いて、哺乳類族の巣がある山へと赴く。地底洞窟では、穴居動物たちが、ヒキガエルのような邪神像にひれ伏しており、クシルは彼らが信仰を持つほど知性を獲得していた事実に驚く。続いて猿人たちは、同族の幼獣を生贄に捧げて、野蛮な儀式を始める。クシルは魔物をけしかけ、彼らの儀式を無理やり止める。猿たちは為すすべなく殺戮され、難を逃れた者たちも逃げ去る。勝利したクシルであったが、低知能の彼らがどうやってあのような邪神像を造ることができたのか、あの神はいったい何者であるのかという疑問は残った。
帰路について3日目、クシルは彗星が落ちる様子を目撃する。何かを感づいたクシルは、召喚した飛行魔に騎乗して急いで首都へと戻るも、信じられないことに、スリシック・ハイは破壊し尽くされていた。瓦礫の中から姿を現したヒキガエル神を見て、クシルは真相を理解する。穴居動物どもがあの邪神を星から呼び寄せ、彗星に乗って到来した魔神がヘビ人間たちを喰い尽くしたのである。
エイボンが記録した銘板が、20世紀にジョン・R・フルツによって発見され、英語に翻訳される。

### 1-2登場人物
- 賢者クシル - 薬剤師。
- ヘビ人間 - 種族名はヒス。知的爬虫類。生きた餌を丸呑みにする習慣がある。宗教はイグ。
- 穴居人 - 種族名なし。哺乳類族。ヘビ人間たちにエサとして扱われている。
- ゾトクァ - ツァトゥグァのこと。哺乳類族たちが信仰していた神。地球に到来して、スリシック・ハイを滅亡させた。
- エイボン - 語り手。ヘビ人間の生き残りから聞いた話を、書物に記録する。

### 1-2関連項目
- 七つの呪い - スミスの神話作品。ツァトゥグァと蛇人間が登場する。

## 1-3：モーロックの巻物
『モーロックの巻物』（モーロックのまきもの、原題：英: The Scroll of Morloc）。作者はリン・カーター。『ファンタスティック』1976年8月号に掲載された。
ハイパーボリアを舞台に、ヴーアミ族の祈祷師イエーモグを主人公として、ノフ＝ケーとヴーアミの歴史と因縁を描いている。ツァトゥグァとラーン＝テゴスの敵対が、配下の奉仕種族同士の関係にも持ち込まれている。
カーターは本作にて、HPLが創造したラーン＝テゴス＆ノフ＝ケーと、スミスが創造したツァトゥグァ＆ヴーアミを、因縁で結び付けた。HPLの設定では、ノフケーは太古のグリーンランドを支配したとされ、本作では北の大陸ハイパーボリアにアレンジする形で掘り下げが行われた。また、フランシス・レイニーとオーガスト・ダーレスはラーン＝テゴスとノフ＝ケーを結び付けており、カーターは踏襲した上で作品に盛り込んだ。ノフ＝ケー/ノフケーのハイフン有無の表記ぶれは、HPL自身統一していないブレである。
プライスの解説ではHPLの『永劫より』の神官トヨグの物語のアレンジバージョンであると指摘されている。

### 1-3あらすじ
蛇人間の奴隷であったヴーアミ族は、主人が滅びたことで解放される。それまでハイパーボリア極北地域はラーン＝テゴス神を崇拝するノフケー族によって支配されていたが、ヴーアミ族は彼らを追い払い領土を奪い取る。このとき、ノフケーの「モーロックの巻物」が、ヴーアミ族の手に渡る。以後ノフケーとヴーアミは敵対をくり返していたが、あるときヴーアミ族は弱体化して地底へと逃れ、また太祖ヴーアムによりツァトゥグァ崇拝が広まる。
祈祷師イエーモグは、己を最高のツァトゥグァ信徒と自負し、大祭司に立候補するも、七たびに渡り拒否される。選ばれなかったイエーモグは離反して、同胞への意趣返しのために、ツァトゥグァの神殿に厳重に封印されているモーロックの巻物を盗み出すことを企てる。イエーモグは魔術で門番を眠らせ、神殿へと侵入し、巻物の入手に成功するが、そこでさらなる冒涜行為を思いつく。それは聖なるツァトゥグァの神殿で、敵対する神の儀式を行うということであった。
イエーモグは巻物に書かれた呪文を読み上げる。呪文はヴーアミ族の発声器官には向いていないものであったが、読んでいくうちに発声が容易になっていき、イエーモグが気づいたときには、彼はノフケー族そっくりの姿へと変わり果てていた。イエーモグが予想外の事態に絶叫すると、目覚めた門番たちがやって来る。ノフケーに成り果てたイエーモグは、賊として捕まり処刑される。

### 1-3登場人物
ヴーアミ族
- ツァトゥグァ - 大地のオールド・ワン。地中の闇の洞窟に棲まうと信じられている。イエーモグが見たことがあるのは粗雑な岩像ばかりであったが、地下神殿の聖なる最奥には見事な黒曜石の像が祀られている。
- ヴーアミ族 - ハイパーボリアの亜人種族。ツァトゥグァを崇拝する蛮族だが、この時期は弱体化していた。
- 太祖ヴーアム - 古代ヴーアミ族の族長・司教。己を神ツァトゥグァとシャタクの子と称し、ヴーアミ族にツァトゥグァのように地下に棲まうという教理を提唱した。
- イエーモグ - 主人公。ヴーアミ族の祈祷師。大司祭に選ばれないことに憤り、己の神を侮辱する。

ノフケー族
- ラーン＝テゴス - 大気のオールド・ワン。宇宙の猥褻神。
- ノフケー - 毛むくじゃらで四腕の獣人種族。共食いすら行う。ヴーアミとは敵対している。
- モーロック - 古代の、ノフケー族の祈祷師。神ラーン＝テゴスの化身とも伝わる。

### 1-3関連作品
- 博物館の恐怖 - HPLの作品。ラーン＝テゴスが登場し、またノフ＝ケーの言及もある。
- アタマウスの遺言、七つの呪い - スミスの作品。ツァトゥグァとヴーアミ族が登場する。

## 1-4：深淵への降下
魔術師ハオン＝ドルの物語。スミスの『七つの呪い』のカーター版。

## 1-5：羊皮紙の中の秘密
『羊皮紙の中の秘密』（ようひしのなかのひみつ、原題：英: The Secret int the Parchment）。作者はリン・カーター。『Crypt of Cthulhu』54号（1988年イースター号）に掲載された。
ウルティマ・トゥーレ島を舞台としている。RMプライスは、本作品について「アーサー・マッケンが『白魔』で創造した伝承をエイボンの小神話に取り込むべく書かれたものである」と解説している。だが、単に固有名詞を引用してマッケン風になっているだけで浅いという旨の評価も下している。
プライスは、本作の舞台である「ウルティマ・トゥーレ島のヴーアの民の遺跡」について、スミスの創造したムー・トゥーランは、ムー大陸とギリシャ人のウルティマ・トゥーレの合成であり、またマッケンのヴーア王国はスミスのヴーアミ族やヴーアミタドレス山のベースになっていること踏まえたうえで、カーターはそれに気づかなかったようであると指摘している。

### 1-5あらすじ
ウルティマ・トゥーレ島のヴーア族は、暗黒の知識を探究していた。やがて、ハイパーボリアとウルティマ・トゥーレの種族は世代交代し、ヴーアのことは忘れ去られる。
魔術師プトメロンは、失恋をきっかけに、「ヴーアの荒廃」と呼称されるウルティマ・トゥーレ島の砂漠に隠棲する。いっそう陰鬱になった性格が、黒魔術の探究に拍車をかける。彼は魔術師ハオン＝ドルが羊皮紙に記録したヴーア族の秘密を解き明かそうとするも、アクロ文字で記されていたために読むことができなかった。
しかしプトメロンの探究は実を結び、「Z光線」と「深奥のデンドーにあるヴーアのドーム」という語を解読することに成功する。ヴーア族は他種族に追いやられ、地下世界に避難したらしいことが暗示されていた。プトメロンは、Z光線で深淵の闇を照らす装置を開発する。材料を調達するために町に行ったついでに、ふと昔の恋人ゼータを訪ねてみるが、彼女は浮気男と共に消息を絶っていた。プトメロンは苦々しい思いを抱えたまま帰宅し、装置を完成させる。
Z光線を照射しながら地下洞窟を歩くプトメロンは、大量の人骨を発見する。彼は、魔術師が推測することもできなかった深淵に、なぜこのような物があるのか疑問に思う。続いて彼は、虫のように小さな者たちが、骨抜きにされた無力な大女の体表をうごめく様子を目撃する。小さな者たちはヴーア族であり、裸の大女は、知性が崩壊していたが、まぎれもなくかつて恋した乙女ゼータの成れの果ての姿であった。
秘密を知ったプトメロンは、装置を破壊する。そして研究の分野を限定して、自分からゼータの記憶を消そうと努めるようになる。

### 1-5登場人物
- ヴーア族 - ウルティマ・トゥーレ島の先住種族。地上から姿を消した。
- ハオン＝ドル - ヴーアに追い出された、マイナーな種族の魔術師。ヴーアの儀式を記録する。
- 魔術師プトメロン - 主人公。陰鬱な性格。羊皮紙に記された秘密を解き明かそうとする。
- 乙女ゼータ - プトメロンのかつての恋人。

### 1-5関連作品
- ダニッチの怪 - HPLの神話作品。マッケンの『パンの大神』と『白魔』の影響を受けている。「ヴーアの印」という謎の語への言及もある。
- 七つの呪い - スミスの神話作品。ヴーアミタドレス山を舞台に、ハオン＝ドルが登場するオリジナル作品。

### 1-5関連項目
- ヴーアミ族 - マッケンの用語から名前を拝借して、スミスが創造した種族。カーターが本作で言及したヴーア族とは異なる。元ネタかぶり・名前かぶりに、カーターが気づかなかった可能性が指摘されている[7]。

## 1-6：下から見た顔
『下から見た顔』（したからみたかお、原題：英: The Face from Below）。作者はローレンス・J・コーンフォード。本書のための書き下ろし。
ハイパーボリアにおけるヨグ＝ソトース（ハイパーボリア訛り：ヨグ＝ゾトース）譚である。またスミスの『白蛆の襲来』で言及のあった、賢者プノムの掘り下げが行われる。

### 1-6あらすじ
ムナールディスに住む賢者プノムのもとに、アスファゴス地方からの客人たちが訪れる。悪魔払いとして名高いプノムに、客人たちは地元に出現した悪魔のことを語り出す。話を聞いたプノムが現地へと出向くと、ちょうど村が、目に見えない怪物の襲撃を受けて荒らされていた。プノムは出陣し、魔術で怪物を葬る。プノムは英雄と称えられ、村人たちは大喜びするも、プノムにしてみればあまりにも弱すぎて逆に不可解であった。
真の脅威が隠れていると思ったプノムが、森を探りに入ったところ、ヴァシュ＝ツォスという大男と出会う。プノムは、怪物が狼藉を働いていたことと自分が殺したことを説明する。ヴァシュは、自分は弟のマーグと2人でずっと森で暮らしていることと、姿を消した弟を探していることを語る。ヴァシュが説明するところによると、ローブを着た者たちが環状列石で奇妙な儀式を行っている様子を弟と目撃した夜以来、森の獣たちや村人たちが逃げ出したことで、物々交換をする相手がいなくなってしまい、ついに弟まで消えてしまったのだという。
プノムはヴァシュに、環状列石に案内するよう要求し、2人は現場へと赴く。プノムは悪霊を召喚してマーグのことを聞き出そうと、儀式を執り行う。だが呼び出された霊は、予測だにせぬ大霊「ヨグ＝ゾトースの天使」であり、さらに悪霊は「マーグ＝ツォスはお前が殺した」と答える。プノムは否定するも、悪霊の回答を聞いたヴァシュは儀式のアイテムを壊しにかかり、さらにプノムを殴り倒す。
ヴァシュ＝ツォスは、一見すると人間のように見えたが、異形であった。「額の皺」に見えていた口が開き、「父よ、ここにあなたの息子にしてわが弟を殺した者がおります。どうしてくれましょうや」と言葉を発する。地面に転がされたプノムが下から見たヴァシュの顔は、口髭ではなく眉毛であり、眉毛ではなく鼻毛であるという、上下が逆転した顔であった。全てを理解して仰天したプノムは、とんでもない存在を害してしまったと、恐怖のまま一目散に逃げだす。プノムは己に、ヨグ＝ゾトースの息子を殺したのだから完全に依頼達成であると言い聞かせ、まだ一人残っていることについては「村人たちが自分でやればよい」と結論付け、ムナールディスへと逃げ帰る。

### 1-6登場人物
- 賢者プノム - 高名な悪魔払い師。系図学者・予言者でもある。
- ヴァシュ＝ツォス - 森に住む、大柄な青年。
- マーグ＝ツォス - ヴァシュの弟。行方不明になっている。

### 1-6関連作品
- ダニッチの怪 - HPLによる作品、ヨグ＝ソトースの落とし子テーマ作品の元祖。

## 1-7：アボルミスのスフィンクス
『アボルミスのスフィンクス』（原題：英: The Sphinx of Abormis）。作者はローレンス・J・コーンフォード。本書のための書き下ろし。
スミスの、タイトルのみ判明している未発表作品を題材としている。
カーターはアマチュア時代に辞典にて、バイアグーナにナイアーラトテップの化身説を唱えた。コーンフォードはアイデアを膨らませて、ロバート・ブロックのナイアーラトテップのネタを流用することで、『無貌の神』のナイアーラトテップ＝「無貌のバイアグーナ」＝「アボルミスのスフィンクス」とした。
『エイボンの書』の解説では、本作品を「スミスの真のウィットがきらめいている」と解説し、偉大な魔術師であっても権力欲にまみれたものであり、矮小な人間でしかないと述べている。

### 1-7あらすじ
エイグロフ山脈の丘の上にあるアボルミスの町には、南ハイパーボリア最強の魔術師として知られるホルマゴールが住んでいた。だが北にはハイパーボリア史上最高と称賛される魔術師ゾン・メザマレックがおり、あるアイテムを入手したことがきっかけで、名実ともにホルマゴールを下して当代最強の魔術師となる。ホルマゴールはメザマレックに劣るという世間の評価に不満を抱き、ライバルの成功は単なるまぐれとし、自分には研究者としての力があると自負して研鑽と努力を重ねるが、それでも噂で届くライバルの成果を無視できずにいた。
あるときホルマゴールの夢に、顔のない黒いスフィンクスが現れ、褒美を授けるから自分の身体を作るよう言いつける。目覚めたホルマゴールは、巨岩を削ってスフィンクス像を造り始める。
そのうちにホルマゴールの元に、ゾン・メザマレックが失踪したという情報が届けられる。ホルマゴールは状況を理解できず、スフィンクスがライバルを消したのかといぶかしむ。虚ろな不戦勝によって意欲を失ったホルマゴールは、未完成のバイアグーナ・スフィンクス像を壊してしまおうと考え、弟子に伝える。その翌朝、ホルマゴールの死体が発見される。スフィンクスには顔があり、対照的にホルマゴールの顔にはずたずたの傷口が広がっていた。
アボルミスの人々は、ホルマゴールの遺言を叶えるべく、スフィンクス像を壊そうとするが、どうあっても傷がつかない。皆はホルマゴールの霊に許しを乞い、厄災を恐れて村を捨てて逃げ出す。無人となったアボルミスにはスフィンクス像が残される。アボルミスの廃村を訪れて行方不明になる者が現れ、またスフィンクスの目撃証言も複数あるものの報告される位置が食い違っていた。魔道士エイボンは、魔術師ホルマゴールの物語を「エイボンの書」に記録する。

### 1-7登場人物
- ホルマゴール - 南ハイパーボリア最強の魔術師。ゾン・メザマレックに激しい対抗心を燃やす。
- ゾン・メザマレック - 北ハイパーボリア最強・歴代最高と名高い大魔術師。不思議な水晶「ウボ＝サスラの目」を手に入れたことで、名声を確立したものの、消息を絶つ。消息の顛末は『ウボ＝サスラ 』にて語られている。
- ザイラック - ホルマゴールの一番弟子で、魔道士エイボンの師にあたる。
- スフィンクス - 「無貌のもの」と称される神性バイアグーナ。

### 1-7関連作品
- 無貌の神 - ブロックの神話作品。顔のないスフィンクス（ナイアーラトテップ）が登場する。
- 哄笑する食屍鬼 - ブロックの神話作品。バイアグーナの初出であるが、名前のみ。ブロックはバイアグーナを掘り下げなかった。

## 1-8：万物溶解液
『万物溶解液』（ばんぶつようかいえき、原題：英: The Alkahest）。作者はローレンス・J・コーンフォード、執筆は2001年。本書のための書き下ろし。
スミスはタイトルだけ考えており、カーターが物語を書こうとしていたが実現せず、コーンフォードが執筆したものである。
ハイパーボリアでティンダロスの猟犬を題材としている。主人公は錬金術師であり、ロバート・M・プライスはパラケルススを引き合いとした解説を行っている。本作の魔術戦争の描写は、パラケルススと敵対者たちの抗争と不気味に似通っていると解説している。

### 1-8あらすじ
アボルミスのスフィンクスにまつわる出来事でホルマゴールが死んだことで、魔術の達人の称号はヴェルハディスのものとなる。ヴェルハディスは、ジレルスの石にティンダロスの猟犬を封印して使い魔とする。敵対者たちは皆、猟犬ルルハリルをけしかけられて抹殺されていき、ヴェルハディスはムー・トゥーランの支配者となる。
だが、「五つなる結社」のイイドウェイが石を盗んで隠し、己に魔術をかけて隠し場所の記憶を消す。ヴェルハディスはイイドウェイを捕らえて拷問にかけるも、自白できようがなかった。ヴェルハディスの弱体化を好機とみた他の魔術師達は、成り上がろうと魔術競争を激化させ、最終的には彼らのほとんどが死に絶える。
達人の称号は錬金術師エノイクラへと移動することとなったが、彼はパッとしない人物とみなされていた。「五つなる結社」は、エノイクラを妬み、大魔術師の座から引きずり降ろそうと考えるようになる。そんな折に、イイドウェイの死体の体内からヴェルハディスの石が発見され、結社の手に渡る。結社は、猟犬でエノイクラを始末する計画を立て、ゴットラムという男を潜入させる。
そのころエノイクラは、薬品を調合して伝説の「万物溶解液」を作っていた。エノイクラに弟子入りしたゴットラムは優秀な成果を上げ、すぐに認められる。師の隙を見取ったゴットラムは、石から猟犬を解放してエノイクラにけしかける。だが、エノイクラがとっさに万物溶解液を浴びせたことで、猟犬は召喚者の元に送り返され、ゴットラムを殺す。
ジレルスの石の危険性を知ったエノイクラは、地面に万物溶解液を垂らして地の底に達する穴を開け、石を落とす。以来、石と猟犬が二度と姿を見せることはなかった。結社の評価は地に落ち、対してエノイクラは「ティンダロスの猟犬に襲われて唯一生き延びた男」として名声を得る。

### 1-8登場人物
- 黒のヴェルハディス - 邪悪な黒魔術師。
- ルルハリル - ティンダロスの猟犬の1匹。
- 錬金術師エノイクラ - 主人公。他の魔術師達が死に絶えたことで、暫定トップとなるも、舐められている。
- イイドウェイ - 「五つなる結社」の一員。身を捨ててヴェルハディスを弱体化させ、殉教死する。
- ゴットラム・ヴィスパル - 「五つなる結社」の一員。猟犬にエノイクラの臭いを覚えさせるために、素性を隠してエノイクラに近づく。
- エイボン - 語り手。

### 1-8関連作品
- 緑の崩壊 - ヴェルハディスを滅ぼしたという呪法。

## 1-9：白蛆の襲来
スミス作。エイボンの書第9章。白蛆の怪物ルリム・シャイコースが登場する。邦訳が複数ある。『エイボンの書』は当作品を核に生まれた。

## 1-10：極地からの光
『極地からの光』（きょくちからのひかり、原題：英: The Light from the Pole）。
カーターが『白蛆の襲来』の初期稿を発見したことで、並行バージョンとして作った作品。スミスとカーターの合作という体裁をとっている。『ウィアード・テールズ』1980年版ゼブラブックス版#1に掲載された。
『白蛆の襲来』が過去の出来事とされ、あらすじが引用されるほか、展開や文章すらあえてトレースしたようなものとなっている。主人公は氷山には上陸せず、自殺して終わる。アフーム＝ザーについては、『炎の侍祭』でさらなる掘り下げが行われる。

### 1-10あらすじ
旧神に封印されたアフーム・ザーは、白蛆ルリム・シャイコースを動かすが、白蛆は魔術師エヴァグを下僕とするも裏切られて滅ぼされる（白蛇の襲来）。
作戦が失敗したアフーム＝ザーは、呪術師ファラジンの住むサブダマールを、極地から怪光で照らし、猛烈な寒気を送る。ファラジンは、友人エヴァグの最期を連想して、自分も狙われていることを悟る。当初は、なぜエヴァグや自分が狙われたのかはわからなかったが、後に2人がフォーマルハウトの星辰のもとに生まれたために封印されている旧支配者を解放するに適した素質を帯びていることを理解する。絶望したファラジンは自死を選び、アフーム＝ザーの手中に陥ることを拒否する。

## 1-11：窖に通じる階段
『窖に通じる階段』（あなにつうじるかいだん、原題：英: The Stairs in the Crypt）。作者はリン・カーター。『Fantastic』1976年8月号に掲載された。
タイトルは、先行クトゥルフ神話で言及された作中作に由来している。同時に、窖に通じる階段＝あらゆる墓に開いている秘密の出入口とは、HPLとE・ホフマン・プライスの合作『銀の鍵の門を越えて』内の一節からとられている。
ヘンリー・カットナーが『セイレムの恐怖』にて創造した邪神ニョグタを導入し、新たに食屍鬼の支配者という属性を付与している。
アンデッドは食べたものを消化できるのかというジョークが、物語の軸となっている。RMプライスは、「『エイボンの書』の中で最も突飛でユーモアに満ちた物語」「怪物のマンガ的な性格によって、恐ろしいものではなくなっている」と評する

### 1-11あらすじ
黒魔術師アヴァルザウントが死に、葬儀が行われる。彼は弟子たちに嫌われており、人望が全くなかった。アヴァルザウントの住まいであった塔は、遺産分与にしたがって弟子マイゴンに譲渡される。
数年後、アヴァルザウントのミイラが生命らしき反応を発し始める。学者たちは議論するも、その間に死体は蘇りつつあり、ついに自分が埋葬されていることを自覚できるまでになる。地下納骨所のアヴァルザウントの死体は、副葬品の鏡で己の姿を眺めていたが、墓の出入口は魔術で封印されていたために、外に出ることはできなかった。しかし墓の中のアヴァルザウントは、地の底から食屍鬼が墓荒らしにやって来るのをじっと待ち、彼らを支配下に置くことに成功する。
身体が変質したアヴァルザウントは、生き血を渇望するようになっていた。食屍鬼の群れは主の意志に従って夜になるとさまよい出て、マイゴンらを餌食にする。やがて、未知の吸血怪物の犠牲者たちは全員がアヴァルザウントの弟子たちであることが明らかとなり、神官たちがアヴァルザウントの墓を調べにやって来るものの、墓はしっかりと封印されていたことから、アヴァルザウントとは何の関係もないと結論付けられる。化物たちが用いている「窖に通じる階段」の存在に思い当たった者はいなかった。
アヴァルザウントは既に死体であるために、飲んだ血を消化することも排泄することもなく、ふっくらと膨らんでいった、彼はついに弟子全員を食い尽くし、次にシムバ神の修道士に目をつける。彼らは丸々と太り、熱い血がたっぷりと流れ、まさに御馳走であった。アヴァルザウントは修道院長サーレインに襲い掛かるが、サーレインはたまたま持っていた銀のペーパーナイフで咄嗟に反撃する。歩く死体の膨らんだ太鼓腹にナイフが刺さり、腹ははじけ、大量の悪臭放つ黒い血液が洪水のように噴出する。最終的には、不快な血の湖に、アヴァルザウントの乾燥した皮が浮かんでいた。
危機一髪で難を逃れたサーレインは、以来人が変わったかのように厳格で高潔な人物となり、質素な食事で身体は痩せ、死後には聖人として列せられる。

### 1-11登場人物
- アヴァルザウント - 黒魔術師。生前から食屍鬼を使役していた。埋葬された後に、ミイラとして蘇る。
- マイゴン - アヴァルザウントの弟子。弟子たちの中では最年長。
- ニョグタ - オールド・ワン。あらゆる墓には異次元に通じる通路が存在しており、その窖に通じる階段の先に居住する神性。
- 食屍鬼 - ニョグタの奉仕種族。痩せた犬顔の種族。墓場をうろつき死体を喰らう。
- シムバ - 羊飼いの神。信者におおらかなために、修道士たちは怠惰となり、贅沢な生活をして太っている。
- サーレイン - 羊飼いの神シムバの修道院長。快楽好きで肥満体。

## 1-12：星から来て饗宴に列するもの
隠遁者イズドゥゴールの物語。ツァトゥグァの子ズヴィルポグアを題材とする。

## 1-13：緑の崩壊
『緑の崩壊』（みどりのほうかい、原題：英: The Green Decay）。作者はロバート・M・プライス。
HPLが『石像の恐怖』にて名前だけ作っている「緑の崩壊」とはどのようなものだろうかという疑問への回答。『石像の恐怖』では、不貞への復讐法として選択肢に上がったものの、取り下げられたために詳細はわからないというものであり、シチュエーションのパロディにもなっている。プライスは聖書学者でもあり、カバラとグノーシス主義を参考としてこのアイデアを創造した。
『エイボンの書』の第5章には、スティーブン・セニットによる同タイトルの詩が収録されている。またラムジー・キャンベルは、「緑の崩壊」を旧支配者グラーキのゾンビに関連した現象の名前とした。

### 1-13あらすじ
古代のハイパーボリアで、ナーブルスという老魔術師が、人々から尊敬を集めていた。彼は他の魔術師達とは異質で、善行を積み、人々に知恵を分け与え、感謝されていた。ナーブルスは生き神様のように崇拝されており、そのせいで彼本人は生身の人間としての孤独感を抱えていた。
ナーブルスは禁欲生活でとうに女性への煩悶を捨て去っていたものの、伴侶が欲しいと思うようになる。そして純粋な彼は、霊的な世界へと赴き、「永遠の女性」「神性の知恵」の幻想を、物質世界に持ち帰って来る。そのイメージは、青銅の女性像を器に、肉体ある女性として実体化し、アカモットという名前を得て生活を始める。
ナーブルスの快挙の噂はたちまち広まるが、魔術師達は禁欲を放棄した彼のことが気に入らなかった。ナーブルスの行為は、気高く清らかな女神の精神的な愛を求めてのことであり、彼女には指一本触れていなかったが、中傷者たちは理解しない。弟子アイモスはレディ・アカモットに近づき、師にとがめられなかったことでつけあがる。アイモスは、無知な彼女を寝取った上で、弟子仲間や召使達に秘密を自慢する。すると影響されて何人もが彼女に近づき禁じられた関係を結ぶことになる。
ナーブルスは身内の裏切りを悲しみ、彼女の純潔が汚されてしまったことを悲しむ。ナーブルスは純朴であったが、完全な愚か者ではなかった。彼は気づかないことを装いつつ、ゆっくりと呪法を行う。
アカモットの体からは少しずつ霊が抜けていき、精神世界へと帰っていく。また彼女にかけた魔力をとち狂わせて、裏切り者たちへと向けさせ、青銅のようになまくらな状態に陥らせる。数週間後には、寝取り男達の肉体はぼろぼろに崩れ落ち、有毒な緑色の汚物に成り果てる。ナーブルスは死んでおり、何かの実験の失敗とみなされる。アカモットの生身の姿はなく、青銅像へと戻っていた。

### 1-13登場人物
- ナーブルス - 主人公。奇跡を行う賢人。
- アイモス - ナーブルスの一番弟子・助手。師を軽視し、アカモットを寝取る。
- アカモット - 天上の美女。ナーブルスが非物質世界から連れてきた概念を、青銅製の器に降ろして実体化させた。

### 1-13関連項目
- 湖畔の住人 - ラムジー・キャンベルが、「緑の崩壊」に別の意味を付与した。

## 2-1：最も忌まわしきもの
『最も忌まわしきもの』（もっともいまわしきもの、原題：英: The Utmost Abomination）。作者はリン・カーター（スミスとの合作名義）。『ウィアードテールズ』1973年秋号に掲載された。
蛇人間にまつわる一編。本作のあらすじについて、スミスの『二重の影』のあらすじそのままであるという批評があり、カーターは反論している。また、エイボンがあまりにあっさりとかつての師を殺してしまう点も批判されており、こちらについては、プライスが、ロバート・E・ハワードの『夜の末裔』を引き合いに出して、ヘビ人間は人類とは絶対に相容れない敵対種であるから当然だと説明している。

### 2-1あらすじ
大魔術師ザイラックは、滅んだヘビ人間の魔法学を研究していた。だが弟子のエイボンはヘビ人間の異質さを嫌悪し、手を出そうとは思わなかった。あるとき、ザイラックはヴァルーシアの遺跡から、ヘビ人間の黒魔術師ズロイグムの書物を持ち帰り、翻訳に成功する。続けて魔術の実践を試みようというザイラックに、エイボンは考え直すよう勧めるも、ザイラックは儀式を強行する。結果、ザイラックは召喚された悪霊に乗っ取られ、ヘビと化してしまう。エイボンは、かつて師であった忌まわしいヘビに、薬品をかけて殺す。エイボンは塔を離れ、ほとぼりが冷めたころに戻って、師のいない塔を自分のものとする。だがヘビ人間の儀式だけは絶対に手を出さないと決意する。

### 2-1登場人物
- エイボン - 主人公。父の縁で、エイボンに弟子入りする。
- ザイラック - 大魔術師。エイボンの師。肌はしわだらけで、目の色は黄色味を帯びている[注 3]。
- エイボンの父 - 王の文書管理官だったが、イホウンデーの神官に目を付けられて早逝する。ザイラックに書物を提供していた。
- ヘビ人間 - 人類以前の異種族であり、知に優れていた。父なるイグ、暗きハン、バイアティスなどを信仰した。

### 2-1関連作品
- 二重の影 - スミスの作品。あらすじがそのままと批評される。

## 2-2：ウトレッソル
『ウトレッソル』（原題：英: Utressor）。
4作者の合作であり、内訳はクラーク・アシュトン・スミスとリン・カーターとローレンス・J・コーンフォードとリチャード・L・ティアニー。スミスが遺したあらすじを、カーターが執筆を企画していたが果たせず、コーンフォードが下書きして、最後にティアニーが協力して完成した。スミスの時点では本作品がどのような位置づけなのかわからなかったが、カーターはエイボンの書にふさわしいと考えた。
主人公はエイボンで、ザイラック師匠死後の放浪時代を題材としている。
リチャード・L・ティアニーの小説作品としては、邦訳されている唯一の作品である。

### 2-2あらすじ
ウトレッソルの谷へ
師を失い旅に出た若きエイボンは、オッゴン＝ザイの地に建立されたゾタクァの神殿で、錬金学徒ザルジスと出合い意気投合する。彼は、現政権によって交流を禁じられている、ウトレッソルの伝説の神殿への旅を求めていた。2人は情報を交換し合い、氷に覆われた北の地へと向かう。オーロラの下で、雪大蛇に襲われるも、なんとか魔術と薬品を用いて体内から焼き、倒す。巣を調べると宝石類が見つかり、記念品として一部を頂戴する。
凍てつく荒野から、光のヴェールを一枚隔てた、温暖な谷へと、2人は足を踏み入れる。ウトレッソルの地には、神殿と塔がそびえ立ち、エイボンとザルジスはウトレッソルの密儀長に出迎えられ、神秘を学びたいという意思を表明する。密儀長は、2人を方庭へと導き、井戸を覗き込むように言う。水面には、宇宙の星々が映し出されており、見た2人は大宇宙の知に感嘆する。
密儀と試練
密儀長はエイボンとザルジスに、神秘の学問を指導する。
- 庭園の果実を受け取り食べると、植物の囁きや、自然を細やかに知覚することができるようになり、生命の神秘を体得するという経験をする。
- 素晴らしい神秘が隠されているが魔物に守られているという地下迷宮へと挑戦する。怪物に襲われて逃げるさなか、エイボンは迷宮の怪物と迷宮最大の秘密は同じものなのだということを悟る。神秘の探究は、見た通りのものではなく、理解しやすく安全に達成されるわけでもないという哲学をエイボンは学ぶ。
- 古い陵墓に案内され、それぞれ1人で一日過ごすように命じられる。扉を閉められ、暗闇の中で、エイボンは肉体が粒子にまで分解されていくような感覚を体験し、万物の流転を知る。

最後の日、鏡の広間にて、エイボンはザルジスと肉体交換を体験するも、教えの意図を理解し、すぐ己の肉体に戻る。そしてエイボンは、始めて密儀長の素顔を見て、師は賢くなりすぎて飽いていたことを悟る。密儀長は、弟子たちが学ぶ様子を見ることで、刺激を得ていたのである。エイボンとザルジスは、もうウトレッソルにはとどまれないであろうことを理解し、師に自分たちをあるべきところに帰してくれるよう願い出る。
帰還
戻ったのはエイボン一人であった。だがエイボンは、ザルジスがいまや自分と共にあることを理解していた。オッゴン＝ザイの街に行くも、誰一人としてザルジスを覚えている者はいなかった。エイボンは二度とウトレッソルに行くことはなく、時は流れ、あの地での出来事は記憶の中に残るのみ。エイボンは筆を執り、ウトレッソルを回想して記録する。

### 2-2登場人物
- エイボン - 語り手。20代の若者。師と死別し、各地を放浪中。
- ザルジス - オッゴン＝ザイの住人。見目麗しい若者で、ゾタクァと錬金の学徒。
- 雪大蛇 - 獰猛で、毒をもち、人間を催眠術にかける。
- 密儀長 - ウトレッソルの長にして、ただ一人の住人。ローブを着た人物。人智を超えたと噂される、伝説上の存在。
- 魔物 - ゾタクァの落とし子。地底のンカイに住む。犠牲者の骸骨を、自らの黒い肉体で覆って動かしている。
- 「ウトレッソル」 - はるか北のポラリオンの忘れ去られた谷に位置する。氷の世界とは光のヴェールで遮られており、中心には何本もの塔がそびえる神殿がある。長命な哲人が住んでいる。遠い昔、氷河が到来するよりも前の時代には、多くの巡礼者が往来していたが、エイボンの時代にはポラリオンに旅する者などいない。

## 2-3：『夜の書』への注釈
『『夜の書』への注釈』（よるのしょへのちゅうしゃく、原題：英: Annotation for the Book of Night）。作者はロバート・M・プライス。
プライスは、スミスが残していたタイトルだけから内容を膨らませた。「夜の書」とは何か、スミスは全く書き遺しておらず、また別に「ヴィズーラノスの夜想録」というタイトルも残していたため、プライスはこの2つを結び付けて物語とした。

### 2-3あらすじ
魔術師ヴィズーラノスは、外なる暗黒の魔物から授かった知識を羊皮紙に記録する。やがて「ヴィズーラノスの夜想録」は行方不明となり、伝説の書と化す。
ハイパーボリアには、魔術師リトンドリエルの全財産を保管していると主張する陵墓が2つあった。エイボンは、2つの墓に探りを入れることにする。2つ目の墓には、残滓となった骨と、金属製の円筒が入れられており、エイボンは円筒の中に納められた羊皮紙にヴィズーラノスの名を確認する。エイボンは神官たちに、こちらの墓こそ本物と証明されたと言い、対価として巻物を持ち帰る。だが、広げてみると、巻物はボロボロで、とても読めたものではなかった。エイボンは解読してやろうとやる気を出すも、翌日に見てみると、巻物が少し修復されていた。時間が経つにつれて、欠損箇所が自動で復元されていき、5日目には新品状態に戻っていた。
巻物には、ヴィズーラノスの魂が宿っていた。ヴィズーラノスはエイボンを操り、巻物を復元させたのである。巻物にはヴィズーラノスを解放する呪文が書かれており、エイボンは読み上げる。ヴィズーラノスは巻物を手に取り消える。エイボンは、失ったことを残念だとは思わなかった。

### 2-3登場人物
- エイボン - 語り手。ムー・トゥーランの魔術師。
- ヴィズーラノス - 古代の魔術師。「夜想録」という書物を遺したと伝わる。
- リトンドリエル - ウズルダオロムの魔術師。墓が2つある。
- リトンドリエルの神官たち - 墓が2つあるため、自分たちの方こそ本物だと信じ、偽物と証明されるのを嫌がる。

## 2-4：地を穿つもの
『地を穿つもの』（ちをうがつもの、原題：英: The Burrower Beneath）。作者はロバート・M・プライス。
クトゥルフ神話の作中人物「ロバート・ブレイク」の作中作タイトルに由来している。同タイトルの作品が、プライスが知るだけでも4作ある。「地を穿つもの」が指す生物もそれぞれ異なる。
- ブライアン・ラムレイ『地を穿つ魔』[注 5]
- フリッツ・ライバー『The Terror from the Depth』（旧題：The Tunnelers Below、地底を掘るもの）
- リン・カーターの草稿

カーターの作品については詳細不明であるが、プライスは、カーターの『ウィンフィールドの遺産』がそうではないかと分析しており、ラムレイの作品とタイトルがかぶったために取り下げたのだろうと推測している。

### 2-4あらすじ
古代の妖術師コス＝セラピスは、きわめて冒涜的な手段で不死を得たと、語り伝えられていた。エイボンは文献「コス＝セラピスの暗黒の儀式」を調べるもわからない。エイボンは、セレンディプの島にある魔術師シャーラジャの神殿を訪れ、彼の霊魂を呼び出して、コス＝セラピスの居場所を尋ねる。魔術師の霊は、やめておけと警告しつつも、コス＝セラピスの涜神を暴くのも有りであろうと、エイボンにヒントを授ける。
ムー・トゥーランに帰宅したエイボンは、シャーラジャの助言に従い、今度は幽体離脱してドリームランドのナスの谷に赴く。すると巨大な盲虫ドールが出現し、エイボンを食おうと語りかけてくる。エイボンは、コス＝セラピスを探していると告げ、不死に達したという彼のことを知りたいと目的を述べる。
この巨蛆こそが、コス＝セラピスであった。臨終の彼は、肉体が死んでもなお強靭な意志を保ち続け、最後の肉の一片が蛆に食われたとき、逆に蛆を乗っ取ったのである。真相を知って逃げ出し、幽体離脱から目覚めたエイボンは、不死はやめておこうと結論する。

### 2-4登場人物
- エイボン - 語り手。不死を探究する。
- コス＝セラピス - 古代の妖術使い。不死を会得したと伝わる。
- シャーラジャ - レムリアの魔術師。コス＝セラピスと同時代に生きた。
- ダゴンの子 - 旅の海路に現れる。エイボンに、シャーラジャの遺跡の場所を教える。
- ドールの王 - ドリームランドのナスの谷に棲まう。地を穿つ巨大な妖蛆。

### 2-4関連作品
- 未知なるカダスを夢に求めて - HPLの神話作品。ドリームランドが舞台で、ナスの谷が登場する。
- ナスの谷にて - カーターの神話作品。同様に、エイボンがナスの谷に行く。当作品にて、エイボンは二度とナスの谷に行かなくなったとされる。

## 2-5：ナスの谷にて
『ナスの谷にて』（ナスのたににて、原題：英: In the Vale of Pnath）。作者はリン・カーター。アーカムハウスの1975年の『Nameless Places』に収録された。
エイボンが語り手を務める。CAスミスのハイパーボリアとHPLのドリームランドをクロスオーバーさせている。
オーガスト・ダーレスから依頼を受けて書いた作品である。執筆時期として、カーターが、スミスの文体を模倣するよりも前に書いている。カーターは『エイボンの書』を書籍再現するプランを考えていたが、その際には書き直そうと考えていた。カーター死没後に「エイボンの書」が実書籍化されることとなり、『エイボンの書』にはカーターの書いたものがそのまま収録されている。
『エイボンの書』を編纂したロバート・M・プライスは、本作を「醜悪な陽気さ、ブラックで幅広いユーモアを備えた習作」と評している。ラストに登場する「生ける脳髄」は、HPLの『永劫より』のアイデアからだろうと指摘されている。

### 2-5あらすじ
エイボンは、大魔術師ゾン・メザマレックが研究した物質「大いなる流体」を求めてあらゆる文献を調べるも、行き詰まる。そこでやり方を変え、水晶を介して外宇宙の魔術師たちに尋ね回ると、ついに「シュッゴブが知らねば誰も知るまい」という情報を得る。エイボンはドリームランドへと足を運び、ナスの谷に住まう食屍鬼シュッゴブの家を訪れて、見せてくれるように頼み込む。
シュッゴブが取り出した「生ける脳髄」からは、腐敗しながら悪臭をまきちらす粘着性の雫が滲出していた。一目見たエイボンは、あまりのおぞましさに、一瞬で探究心を失い、絶叫を発してナスの谷から逃げ出す。以来、魔術で長寿を成してなお、二度とナスの谷に近づくことはなかった。

### 2-5登場人物
- エイボン - 語り手。魔術の探究者。流体を求めて、ナスの谷を訪れる。
- ゾン・メザマレック - 先時代の、伝説の大魔術師。流体を研究していた。『ウボ＝サスラ』の登場人物。
- マァル・ドゥェブ - 外宇宙ジッカーフの魔道士。エイボンにシュッゴブを紹介する。
- シュッゴブ - ドリームランドの食屍鬼。ナスの谷に住まう老賢者。流体について知っている。

### 2-5関連作品
- シャッガイ - 同時期に書かれ、『エイボンの書』内の一編に位置付けられている。
- 未知なるカダスを夢に求めて - HPLの神話作品。ドリームランドが舞台で、ナスの谷が登場する。
- マアル・ドゥエブの迷宮、花の乙女たち - スミスの作品。ジッカーフ世界の物語であり、マァル・ドゥェブが登場する。
- 地を穿つもの - プライスの神話作品。同様にエイボンがナスの谷に行く。本作より後に書かれた。

## 2-6：シャッガイ
『シャッガイ』（原題：英: Shaggai）。作者はリン・カーター。アーカムハウスの1971年の単行本『ダーク・シングス』に収録された。スミス作以外では最も古い作品。邦訳が複数ある。
「エイボンの書」の一部という体裁をとり、カーターは本作を、中世ガスパール版に載っていたが古代アトランティス版には載っていなかったエピソードである、という体裁で語っている。
タイトルは、HPLが『闇をさまようもの』にて小説家ロバート・ブレイクが発表した小説の題名に由来している。この時点では謎の固有名詞であったが、ラムジー・キャンベルが1960年代に自作『妖虫』に惑星の名前として登場させている。カーターは『妖虫』の続きとして本作を執筆した。

### 2-6あらすじ
エイボンは、「ナコト写本」の或る文章の意味がどうしてもわからないかった。魔神ファロールを召喚して尋ねても、曖昧な回答が返ってくるのみ。エイボンはならば自分の目で確かめようと、幽体離脱をして宇宙空間へと向かう。だがユゴス星のミ＝ゴに尋ねてもわからない。惑星クシミールの菌糸類生物も知らない。暗黒のムトゥーラの知的結晶体に紹介された、超次元の境界の外縁に住む発光ガス生命体ズーリイィによって、それはシャッガイにあることが知らされる。悪い噂しか聞かないシャッガイへと、エイボンは幽体を飛ばす。
シャッガイの惑星は、巨大な蛆によって地核から喰い尽くされようとしていた。エイボンは、シャッガイの昆虫類たちが手に負えない化物をかつて召喚してしまったという事実を知り、誰もがシャッガイを恐れる理由を理解する。

### 2-6登場人物
- エイボン - 語り手。ナコトの秘伝を会得しようとするも、文章の意味がわからず、探究する。
- 「ナコト写本」 - 「汝自身よりも大いなるものを呼び出すことなかれ。夜闇にむさぼり喰らう妖蛆を召喚せし者どもの運命に思いを馳せるべし」[18]という、謎めいた文章が記録されていた。
- 魔神ファロール - エイボンの質問や脅迫に「それはピラミッドに棲むものに問うべきなり」[19]と回答する。
- 「シャッガイ」 - エメラルド色の2つの太陽を持つ世界。地獄のような密林を有し、知性ある昆虫種族が棲む。昆虫種族は巨大なピラミッドを建造した。

### 2-6関連項目
- クトゥルフ神話の星々 - シャッガイ星について解説。
- 妖虫 (クトゥルフ神話) - シャッガイ星の昆虫種族。

### 2-6収録
- 国書刊行会『真ク・リトル・リトル神話大系9』『新編真ク・リトル・リトル神話大系5』佐藤嗣二]訳[注 6]

## 2-7：ウスノールの亡霊
『ウスノールの亡霊』（ウスノールのぼうれい、原題：英: The Haunting of Uthnor）。作者はローレンス・J・コーンフォード。本書のための書き下ろし。
RMプライスは、コーンフォードを「エイボンの学徒」と評し、様々な情報の断片をかき集めてコーンフォード自身の物語を仕上げたと、高評価している。具体的な元ネタは、スミスの手紙、およびキース・ハーバーの手による1987年のゲームシナリオ『Spawn of Azathoth』に収録されたエイボンの断章であると解説している。アザトースの種子については、『エンサイクロペディア・クトゥルフ』でも解説されている。

### 2-7あらすじ
十万年以上の周期でやって来る彗星を観測すべく、エイボンはウスノール地域に住む弟子サイロンのもとに身を寄せる。ちょうどその頃、ウスノールでは亡霊の目撃譚が相次いでおり、サイロンも彗星よりも亡霊事件に夢中であった。また行政官がサイロンに事件の解決を依頼してきたことで、サイロンは星空を観察するにも適していると師を誘って村に行くことにする。
2人はスパタインの村人から亡霊の話を聞き、不寝番の監視を行う許可を得る。エイボンが彗星を観測していると、ふと悪寒を感じ取る。出現した霧が村の家々を取り巻き、農夫の住居が古代の石造建築物に変わり、ハイパーボリア人たちは長身痩躯の古代人に変わる。エイボンとサイロンは、新しい村が古い村に置き換わるという不思議な出来事を観察することになる。
彗星から枝分かれした隕石が、村の近くに落下する。隕石を拾い上げた男が、それを高く掲げると、周囲の村人たちは狂気に陥り殺し合いを始める。さらに再び霧が出現し、今度は太古のヘビ人間の時代の光景に切り替わる。そしてまた、不可思議な狂気がヘビ人間の幽霊たちを恐慌へといざなう。
夜が明けたとき、エイボンとサイロンは草の中に倒れていた。目を覚まして村に戻ったところ、村は廃墟と化しており、誰一人生きている者はいなかった。魔術師2人は、顕現した幽霊が村人にとりついて古代の出来事を再演したのだということを理解する。なぜ2人だけが生き残れたのか、魔術の修行か護符の力か、それはわからない。2人はサイロン宅に戻り、彗星の正体を書物で調べる。「イオドの書」には、まがまがしい彗星と化して宇宙を駆ける「アザトースの種子」について記されていた。
エイボンは魔術を行使して過去や未来を見ることで、周期的にやって来る彗星が、その時代の種族を滅ぼしていることを理解する。はるかな未来では、ゾシークの人類も滅び去り、さらに時を進めると円環は閉じて、形質の沼と化した地球ではすべての生命はウボ＝サスラのもとに一つとなる。ウスノールの亡霊とは、単なる幽霊ではなく、過去の幻影か、あるいは未来の光景なのである。

### 2-7登場人物
- 魔道士エイボン - 語り手。彗星を観測するためにウスノールに赴き、亡霊事件に遭遇する。
- ヴァラードのサイロン- エイボンの弟子。既に独立し、ウスノール地域ヴァラードに住んでいる。

### 2-7関連作品
- 恐怖の鐘 - 「イオドの書」の初出作品。

## 2-8：霊廟の落とし子
『霊廟の落とし子』（れいびょうのおとしご、原題：英: The Offspring of the Tomb）。作者はローレンス・J・コーンフォード。本書のための書き下ろし。
もともと、同名タイトルのあらすじをスミスが書き遺していた。だがそれは、ハイパーボリアともエイボンとも全く関係がなかった。カーターは当タイトルで作品を書こうとしていたが実現せず、コーンフォードが実現させた。プライスは、コーンフォードはスミスよりもカーターの薫陶を受けたと言えると解説している。
TRPG資料集『ラヴクラフトの幻夢境』（1987年版）とも関連する。

### 2-8あらすじ
ヨク＝オミは、夢世界で結婚して子供をもうけたが、夢見る力を失ったことで、家族と離れ離れとなってしまう。夢世界では、妻は死に、残された息子エウフォリオンは母と自分を捨てた父ヨク＝オミに恨みを抱く。あるときヨク＝オミは悪夢を見て、魔物と化したエウフォリオンが復讐のために襲い掛かって来るが、危機一髪で目が覚める。
エイボンは、100年ぶりに旧友ヨク＝オミと再会する。ヨク＝オミは、自分はつけられていると言い、エイボンを自宅へと招き、自分の人生を語り出す。
魔術防壁は破られ、ヨク＝オミは死ぬ。エイボンは、ヨク＝オミの遺体を喰らう食屍鬼を目撃する。そいつは、父ヨク＝オミと同じ青い目をしていた。

### 2-8登場人物
- エイボン - 名高い魔道士。このとき100歳以上。
- ヨク＝オミ - エイボンの旧友。青い目をしている。ドリームランドで妻子をもうけたが、夢見る力を失った。
- ゾフォニルサ - ドリームランドの住人。ヨク＝オミの妻。
- エウフォリオン - ヨク＝オミとゾフォニルサの息子。父と同じ青い目をしている。魔物と化し、ガダモンの名で恐れられている。

### 2-8関連作品
- 墓の落とし子 - 原題『The Tomb Spawn』。CAスミスのゾティーク短編。

## 2-9：指輪の魔物
『指輪の魔物』（ゆびわのまもの、原題：英: The Demon of the Ring）。作者はローレンス・J・コーンフォード。本書のための書き下ろし。
スミスの『アヴェロワーニュの獣』に登場した指輪の起源を主題としている。
『エイボンの書』の解説では、本作品を、本当に「エイボンの書」の原著に載っていたのか疑わしく、歴代の編纂の過程で後から付け加えられたものである可能性を指摘している。創造者スミスによるエイボンについての言及は、予想以上に少なく、限られた情報を、コーンフォードは書物再現というプロジェクトに活用した。また幾つかのアイデアは、HPLの忘備録からとられている。こうしてコーンフォードが翻訳してプライスが編纂したものが、『エイボンの書』に収録されているという体裁をとっている。

### 2-9あらすじ
メッカラムの地に建つ神ザルバノスの神殿で、神官たちは財宝を守護するべく、星から魔物を召喚する。魔物は職務に忠実であったものの、全く融通が利かず、宝の移動を防ぐために、信徒が神殿に入ることも神官が神殿の外に出ることも禁じてしまう。最後の神官が老いて死んでなお、無人となった神殿で宝を守り続け、近づく者を害するために恐れられていた。
噂を聞いたエイボンは、宝と魔物の入手を目論み、神殿へと赴く。大広間にはザルバノスの神像が座し、財宝の山が積まれていた。エイボンが近づくと、大神官の骸骨の指から指輪が転げ落ちる。指輪を拾おうとするエイボンに、見えない魔物が血を吸おうと襲い掛かる。
魔物は「宝を奪われたら呪縛は解けるが、契約で宝を守らなければならない」というジレンマを抱えていた。魔物はエイボンに己の事情を説明した上で、宝を持ち出して神殿を出るように迫る。エイボンは、魔物が自分の命を狙っていることを確信し、古来より魔物は吊るされた罪人の死体に憑依するという話を思い出し、作戦を考える。
外に出ようとするエイボンの首に、魔物はロープを括り付け、法に則り「盗人を吊るし首に処す」と宣言して引っ張る。だがエイボンがロープを己の首から宝物を詰めた袋へと素早く掛け替えたため、魔物は宝物を詰めた袋をつるし上げてしまう。欺かれた魔物はエイボンが財宝の持ち出しに失敗したと主張するが、エイボンから勝利宣言として指輪を見せつけられたことによって呪縛は破られ、指輪に封印されてエイボンの使い魔となる。

### 2-9登場人物・用語
- 魔道士エイボン - 語り手。
- 魔物 - 神殿で財宝を守り続けている。
- ザルバノス - メッカラムに神殿をもつ小神。神像は蹄のある姿をしている。
- 指輪 - 紫色の宝石がはめこまれた金の指輪。後世、ヨーロッパのアヴェロワーニュに「エイボンの指輪」として伝わるもの。

### 2-9関連項目
- アヴェロワーニュの獣 - スミスによる神話作品。本作のインスパイア元。

## 2-10：土星への扉
スミス作。地球を去ったエイボンの顛末。カーターは本作を、サイロンが執筆したと位置付けた。邦訳が複数ある。

## 3：暗黒の知識のパピルス
神々の系譜学。

## 4：沈黙の詩篇
詩22。作者はリチャード・L・ティアニー（14）、マイケル・ファンティナ（4）、アン・K・シュウェーダー（3）、ロバート・M・プライス（1）。

## 5：エイボンの儀式
呪文や魔法陣など。作者はスティーブン・セニット（8）、ジョゼフ・S・パルヴァー（11）、マイケル・シスコ（1）、トーマス・ブラウン（4）。

## 補遺
炎の侍祭
作者はリン・カーター。エイボンの書ではなくナコト写本。邪神アフーム・ザーによるハイパーボリア滅亡の顛末。
月の文書庫より
作者はリン・カーター。月世界人の記録。
アトランティスの夢魔
作者はロバート・M・プライス。神ゾタクァは、敬虔な信徒エイボンを、死後に転生させた。エイボンの7回目の転生体が、アトランティスの神官クラーカシュ＝トンである。
エイボン書簡
作者はロバート・M・プライスとローレンス・J・コーンフォード。6の掌編から成り、内訳はプライス作が4、コーンフォード作が2。